# Lista di asteroidi (287001-288000)
Di seguito una lista di asteroidi dal numero 287001 al 288000 con data di scoperta e scopritore.

## 287001-287100
| Nome     | Designazione provvisoria | Data di scoperta  | Scopritore                  |
| -------- | ------------------------ | ----------------- | --------------------------- |
| 287001 - | 2002 QA66                | 18 agosto 2002    | NEAT                        |
| 287002 - | 2002 QK66                | 18 agosto 2002    | NEAT                        |
| 287003 - | 2002 QY66                | 30 agosto 2002    | NEAT                        |
| 287004 - | 2002 QP68                | 27 agosto 2002    | NEAT                        |
| 287005 - | 2002 QJ69                | 28 agosto 2002    | NEAT                        |
| 287006 - | 2002 QD72                | 18 agosto 2002    | NEAT                        |
| 287007 - | 2002 QN72                | 30 agosto 2002    | NEAT                        |
| 287008 - | 2002 QD75                | 29 agosto 2002    | NEAT                        |
| 287009 - | 2002 QV75                | 30 agosto 2002    | NEAT                        |
| 287010 - | 2002 QQ76                | 18 agosto 2002    | NEAT                        |
| 287011 - | 2002 QH80                | 17 agosto 2002    | NEAT                        |
| 287012 - | 2002 QF81                | 27 agosto 2002    | NEAT                        |
| 287013 - | 2002 QQ82                | 16 agosto 2002    | NEAT                        |
| 287014 - | 2002 QU82                | 16 agosto 2002    | NEAT                        |
| 287015 - | 2002 QJ83                | 16 agosto 2002    | NEAT                        |
| 287016 - | 2002 QK85                | 17 agosto 2002    | NEAT                        |
| 287017 - | 2002 QL85                | 17 agosto 2002    | NEAT                        |
| 287018 - | 2002 QV85                | 17 agosto 2002    | NEAT                        |
| 287019 - | 2002 QZ86                | 30 agosto 2002    | NEAT                        |
| 287020 - | 2002 QH87                | 29 agosto 2002    | NEAT                        |
| 287021 - | 2002 QL87                | 29 agosto 2002    | NEAT                        |
| 287022 - | 2002 QR89                | 27 agosto 2002    | NEAT                        |
| 287023 - | 2002 QO91                | 24 agosto 2002    | NEAT                        |
| 287024 - | 2002 QP91                | 17 agosto 2002    | NEAT                        |
| 287025 - | 2002 QZ91                | 21 agosto 2002    | NEAT                        |
| 287026 - | 2002 QU92                | 19 agosto 2002    | NEAT                        |
| 287027 - | 2002 QF94                | 25 agosto 2002    | NEAT                        |
| 287028 - | 2002 QG96                | 18 agosto 2002    | NEAT                        |
| 287029 - | 2002 QT98                | 30 agosto 2002    | NEAT                        |
| 287030 - | 2002 QP102               | 18 agosto 2002    | NEAT                        |
| 287031 - | 2002 QT104               | 26 agosto 2002    | NEAT                        |
| 287032 - | 2002 QH107               | 27 agosto 2002    | NEAT                        |
| 287033 - | 2002 QA108               | 17 agosto 2002    | NEAT                        |
| 287034 - | 2002 QS108               | 16 agosto 2002    | NEAT                        |
| 287035 - | 2002 QQ109               | 17 agosto 2002    | NEAT                        |
| 287036 - | 2002 QU110               | 17 agosto 2002    | NEAT                        |
| 287037 - | 2002 QU112               | 27 agosto 2002    | NEAT                        |
| 287038 - | 2002 QT113               | 27 agosto 2002    | NEAT                        |
| 287039 - | 2002 QQ115               | 18 agosto 2002    | NEAT                        |
| 287040 - | 2002 QS115               | 18 agosto 2002    | NEAT                        |
| 287041 - | 2002 QX115               | 29 agosto 2002    | NEAT                        |
| 287042 - | 2002 QZ115               | 18 agosto 2002    | NEAT                        |
| 287043 - | 2002 QA118               | 18 agosto 2002    | NEAT                        |
| 287044 - | 2002 QJ121               | 17 agosto 2002    | NEAT                        |
| 287045 - | 2002 QV122               | 27 agosto 2002    | NEAT                        |
| 287046 - | 2002 QC123               | 16 agosto 2002    | NEAT                        |
| 287047 - | 2002 QJ123               | 18 agosto 2002    | NEAT                        |
| 287048 - | 2002 QS125               | 28 agosto 2002    | NEAT                        |
| 287049 - | 2002 QX127               | 29 agosto 2002    | NEAT                        |
| 287050 - | 2002 QL128               | 29 agosto 2002    | NEAT                        |
| 287051 - | 2002 QS129               | 28 agosto 2002    | NEAT                        |
| 287052 - | 2002 QV130               | 30 agosto 2002    | NEAT                        |
| 287053 - | 2002 QT131               | 30 agosto 2002    | NEAT                        |
| 287054 - | 2002 QS133               | 28 agosto 2002    | NEAT                        |
| 287055 - | 2002 QR134               | 30 agosto 2002    | NEAT                        |
| 287056 - | 2002 QY134               | 30 agosto 2002    | NEAT                        |
| 287057 - | 2002 RG                  | 1 settembre 2002  | Uppsala-DLR Asteroid Survey |
| 287058 - | 2002 RH                  | 1 settembre 2002  | Uppsala-DLR Asteroid Survey |
| 287059 - | 2002 RF1                 | 4 settembre 2002  | Ball, L.                    |
| 287060 - | 2002 RB4                 | 3 settembre 2002  | NEAT                        |
| 287061 - | 2002 RL4                 | 3 settembre 2002  | NEAT                        |
| 287062 - | 2002 RC11                | 4 settembre 2002  | NEAT                        |
| 287063 - | 2002 RR11                | 4 settembre 2002  | LONEOS                      |
| 287064 - | 2002 RJ12                | 4 settembre 2002  | LONEOS                      |
| 287065 - | 2002 RU15                | 4 settembre 2002  | LONEOS                      |
| 287066 - | 2002 RP19                | 4 settembre 2002  | LONEOS                      |
| 287067 - | 2002 RG20                | 4 settembre 2002  | LONEOS                      |
| 287068 - | 2002 RO23                | 4 settembre 2002  | LONEOS                      |
| 287069 - | 2002 RH24                | 4 settembre 2002  | LONEOS                      |
| 287070 - | 2002 RW27                | 4 settembre 2002  | LONEOS                      |
| 287071 - | 2002 RZ28                | 3 settembre 2002  | NEAT                        |
| 287072 - | 2002 RN29                | 3 settembre 2002  | NEAT                        |
| 287073 - | 2002 RA33                | 4 settembre 2002  | LONEOS                      |
| 287074 - | 2002 RC34                | 4 settembre 2002  | LONEOS                      |
| 287075 - | 2002 RH36                | 5 settembre 2002  | LONEOS                      |
| 287076 - | 2002 RX37                | 5 settembre 2002  | LONEOS                      |
| 287077 - | 2002 RV38                | 5 settembre 2002  | LONEOS                      |
| 287078 - | 2002 RX38                | 5 settembre 2002  | LONEOS                      |
| 287079 - | 2002 RE39                | 5 settembre 2002  | LONEOS                      |
| 287080 - | 2002 RF48                | 5 settembre 2002  | LINEAR                      |
| 287081 - | 2002 RG51                | 5 settembre 2002  | LINEAR                      |
| 287082 - | 2002 RS56                | 5 settembre 2002  | LONEOS                      |
| 287083 - | 2002 RH57                | 5 settembre 2002  | LONEOS                      |
| 287084 - | 2002 RW57                | 5 settembre 2002  | LONEOS                      |
| 287085 - | 2002 RN69                | 4 settembre 2002  | LONEOS                      |
| 287086 - | 2002 RO69                | 4 settembre 2002  | LONEOS                      |
| 287087 - | 2002 RQ71                | 5 settembre 2002  | LINEAR                      |
| 287088 - | 2002 RJ73                | 5 settembre 2002  | LINEAR                      |
| 287089 - | 2002 RB76                | 5 settembre 2002  | LINEAR                      |
| 287090 - | 2002 RF77                | 5 settembre 2002  | LINEAR                      |
| 287091 - | 2002 RG82                | 5 settembre 2002  | LINEAR                      |
| 287092 - | 2002 RN85                | 5 settembre 2002  | LINEAR                      |
| 287093 - | 2002 RG87                | 5 settembre 2002  | LINEAR                      |
| 287094 - | 2002 RZ97                | 5 settembre 2002  | LINEAR                      |
| 287095 - | 2002 RF109               | 6 settembre 2002  | LINEAR                      |
| 287096 - | 2002 RT110               | 6 settembre 2002  | LINEAR                      |
| 287097 - | 2002 RE113               | 5 settembre 2002  | LONEOS                      |
| 287098 - | 2002 RW125               | 9 settembre 2002  | NEAT                        |
| 287099 - | 2002 RK127               | 10 settembre 2002 | NEAT                        |
| 287100 - | 2002 RN135               | 10 settembre 2002 | NEAT                        |

## 287101-287200
| Nome     | Designazione provvisoria | Data di scoperta  | Scopritore             |
| -------- | ------------------------ | ----------------- | ---------------------- |
| 287101 - | 2002 RL141               | 10 settembre 2002 | NEAT                   |
| 287102 - | 2002 RC144               | 11 settembre 2002 | NEAT                   |
| 287103 - | 2002 RA147               | 11 settembre 2002 | NEAT                   |
| 287104 - | 2002 RD150               | 11 settembre 2002 | NEAT                   |
| 287105 - | 2002 RF150               | 11 settembre 2002 | NEAT                   |
| 287106 - | 2002 RV150               | 12 settembre 2002 | NEAT                   |
| 287107 - | 2002 RX152               | 12 settembre 2002 | NEAT                   |
| 287108 - | 2002 RZ153               | 13 settembre 2002 | Spacewatch             |
| 287109 - | 2002 RE155               | 11 settembre 2002 | NEAT                   |
| 287110 - | 2002 RC160               | 12 settembre 2002 | NEAT                   |
| 287111 - | 2002 RJ160               | 12 settembre 2002 | NEAT                   |
| 287112 - | 2002 RG161               | 12 settembre 2002 | NEAT                   |
| 287113 - | 2002 RE162               | 12 settembre 2002 | NEAT                   |
| 287114 - | 2002 RT163               | 12 settembre 2002 | NEAT                   |
| 287115 - | 2002 RK165               | 13 settembre 2002 | NEAT                   |
| 287116 - | 2002 RS165               | 13 settembre 2002 | NEAT                   |
| 287117 - | 2002 RG166               | 13 settembre 2002 | NEAT                   |
| 287118 - | 2002 RJ176               | 13 settembre 2002 | NEAT                   |
| 287119 - | 2002 RD177               | 13 settembre 2002 | NEAT                   |
| 287120 - | 2002 RW177               | 13 settembre 2002 | NEAT                   |
| 287121 - | 2002 RM180               | 14 settembre 2002 | NEAT                   |
| 287122 - | 2002 RU181               | 13 settembre 2002 | Tucker, R. A.          |
| 287123 - | 2002 RR182               | 11 settembre 2002 | NEAT                   |
| 287124 - | 2002 RO183               | 11 settembre 2002 | NEAT                   |
| 287125 - | 2002 RT183               | 11 settembre 2002 | NEAT                   |
| 287126 - | 2002 RU184               | 12 settembre 2002 | NEAT                   |
| 287127 - | 2002 RZ184               | 12 settembre 2002 | NEAT                   |
| 287128 - | 2002 RV185               | 12 settembre 2002 | NEAT                   |
| 287129 - | 2002 RW187               | 12 settembre 2002 | NEAT                   |
| 287130 - | 2002 RK188               | 13 settembre 2002 | NEAT                   |
| 287131 - | 2002 RD191               | 15 settembre 2002 | NEAT                   |
| 287132 - | 2002 RZ192               | 12 settembre 2002 | NEAT                   |
| 287133 - | 2002 RC193               | 12 settembre 2002 | NEAT                   |
| 287134 - | 2002 RF196               | 12 settembre 2002 | NEAT                   |
| 287135 - | 2002 RG198               | 13 settembre 2002 | NEAT                   |
| 287136 - | 2002 RP201               | 13 settembre 2002 | LINEAR                 |
| 287137 - | 2002 RV201               | 13 settembre 2002 | LINEAR                 |
| 287138 - | 2002 RH203               | 13 settembre 2002 | NEAT                   |
| 287139 - | 2002 RJ207               | 14 settembre 2002 | NEAT                   |
| 287140 - | 2002 RZ207               | 14 settembre 2002 | NEAT                   |
| 287141 - | 2002 RS208               | 13 settembre 2002 | Spacewatch             |
| 287142 - | 2002 RY213               | 13 settembre 2002 | LINEAR                 |
| 287143 - | 2002 RS214               | 13 settembre 2002 | LINEAR                 |
| 287144 - | 2002 RL220               | 15 settembre 2002 | NEAT                   |
| 287145 - | 2002 RM220               | 15 settembre 2002 | NEAT                   |
| 287146 - | 2002 RA226               | 13 settembre 2002 | NEAT                   |
| 287147 - | 2002 RK226               | 14 settembre 2002 | NEAT                   |
| 287148 - | 2002 RS226               | 14 settembre 2002 | NEAT                   |
| 287149 - | 2002 RM228               | 14 settembre 2002 | NEAT                   |
| 287150 - | 2002 RV228               | 14 settembre 2002 | NEAT                   |
| 287151 - | 2002 RN231               | 14 settembre 2002 | NEAT                   |
| 287152 - | 2002 RU231               | 14 settembre 2002 | NEAT                   |
| 287153 - | 2002 RF233               | 14 settembre 2002 | Matson, R.             |
| 287154 - | 2002 RN233               | 14 settembre 2002 | Matson, R.             |
| 287155 - | 2002 RB234               | 14 settembre 2002 | Matson, R.             |
| 287156 - | 2002 RQ234               | 14 settembre 2002 | Matson, R.             |
| 287157 - | 2002 RD235               | 11 settembre 2002 | White, M., Collins, M. |
| 287158 - | 2002 RN235               | 14 settembre 2002 | Matson, R.             |
| 287159 - | 2002 RP235               | 14 settembre 2002 | Matson, R.             |
| 287160 - | 2002 RD238               | 9 settembre 2002  | Matson, R.             |
| 287161 - | 2002 RE240               | 11 settembre 2002 | Hönig, S. F.           |
| 287162 - | 2002 RL240               | 11 settembre 2002 | Hönig, S. F.           |
| 287163 - | 2002 RQ244               | 14 settembre 2002 | NEAT                   |
| 287164 - | 2002 RW246               | 14 settembre 2002 | NEAT                   |
| 287165 - | 2002 RF247               | 15 settembre 2002 | NEAT                   |
| 287166 - | 2002 RR248               | 14 settembre 2002 | NEAT                   |
| 287167 - | 2002 RJ251               | 4 settembre 2002  | NEAT                   |
| 287168 - | 2002 RR251               | 3 settembre 2002  | NEAT                   |
| 287169 - | 2002 RK253               | 14 settembre 2002 | NEAT                   |
| 287170 - | 2002 RV253               | 12 settembre 2002 | NEAT                   |
| 287171 - | 2002 RD254               | 14 settembre 2002 | NEAT                   |
| 287172 - | 2002 RM254               | 14 settembre 2002 | NEAT                   |
| 287173 - | 2002 RZ254               | 14 settembre 2002 | NEAT                   |
| 287174 - | 2002 RC259               | 14 settembre 2002 | NEAT                   |
| 287175 - | 2002 RR261               | 13 settembre 2002 | Palomar                |
| 287176 - | 2002 RK263               | 13 settembre 2002 | NEAT                   |
| 287177 - | 2002 RW266               | 13 settembre 2002 | NEAT                   |
| 287178 - | 2002 RQ267               | 3 settembre 2002  | NEAT                   |
| 287179 - | 2002 RV267               | 13 settembre 2002 | NEAT                   |
| 287180 - | 2002 RF269               | 4 settembre 2002  | NEAT                   |
| 287181 - | 2002 RT270               | 4 settembre 2002  | NEAT                   |
| 287182 - | 2002 RY271               | 4 settembre 2002  | NEAT                   |
| 287183 - | 2002 RE272               | 4 settembre 2002  | NEAT                   |
| 287184 - | 2002 RW272               | 4 settembre 2002  | NEAT                   |
| 287185 - | 2002 RB273               | 4 settembre 2002  | NEAT                   |
| 287186 - | 2002 RW282               | 14 settembre 2002 | NEAT                   |
| 287187 - | 2002 RA291               | 19 gennaio 2009   | Mount Lemmon Survey    |
| 287188 - | 2002 SE                  | 16 settembre 2002 | NEAT                   |
| 287189 - | 2002 SX3                 | 26 settembre 2002 | NEAT                   |
| 287190 - | 2002 SL4                 | 27 settembre 2002 | NEAT                   |
| 287191 - | 2002 SD5                 | 27 settembre 2002 | NEAT                   |
| 287192 - | 2002 SP11                | 27 settembre 2002 | NEAT                   |
| 287193 - | 2002 SF15                | 27 settembre 2002 | NEAT                   |
| 287194 - | 2002 SA17                | 28 settembre 2002 | NEAT                   |
| 287195 - | 2002 SW19                | 26 settembre 2002 | LINEAR                 |
| 287196 - | 2002 SE22                | 26 settembre 2002 | NEAT                   |
| 287197 - | 2002 SK23                | 27 settembre 2002 | NEAT                   |
| 287198 - | 2002 SM23                | 27 settembre 2002 | NEAT                   |
| 287199 - | 2002 SR23                | 27 settembre 2002 | NEAT                   |
| 287200 - | 2002 SF24                | 27 settembre 2002 | NEAT                   |

## 287201-287300
| Nome     | Designazione provvisoria | Data di scoperta  | Scopritore  |
| -------- | ------------------------ | ----------------- | ----------- |
| 287201 - | 2002 SW27                | 26 settembre 2002 | NEAT        |
| 287202 - | 2002 SY31                | 28 settembre 2002 | NEAT        |
| 287203 - | 2002 SW32                | 28 settembre 2002 | NEAT        |
| 287204 - | 2002 SW34                | 29 settembre 2002 | NEAT        |
| 287205 - | 2002 SP43                | 28 settembre 2002 | NEAT        |
| 287206 - | 2002 SK44                | 29 settembre 2002 | NEAT        |
| 287207 - | 2002 ST44                | 29 settembre 2002 | NEAT        |
| 287208 - | 2002 SQ53                | 20 settembre 2002 | NEAT        |
| 287209 - | 2002 SQ54                | 30 settembre 2002 | LINEAR      |
| 287210 - | 2002 SK65                | 17 settembre 2002 | NEAT        |
| 287211 - | 2002 SY65                | 16 settembre 2002 | NEAT        |
| 287212 - | 2002 SS67                | 26 settembre 2002 | NEAT        |
| 287213 - | 2002 SN68                | 26 settembre 2002 | NEAT        |
| 287214 - | 2002 SL70                | 26 settembre 2002 | NEAT        |
| 287215 - | 2002 SU70                | 16 settembre 2002 | NEAT        |
| 287216 - | 2002 SW70                | 16 settembre 2002 | NEAT        |
| 287217 - | 2002 SO71                | 16 febbraio 2004  | Spacewatch  |
| 287218 - | 2002 SB72                | 26 settembre 2002 | NEAT        |
| 287219 - | 2002 SX72                | 16 settembre 2002 | NEAT        |
| 287220 - | 2002 SY73                | 16 settembre 2002 | NEAT        |
| 287221 - | 2002 TD4                 | 1 ottobre 2002    | LONEOS      |
| 287222 - | 2002 TM4                 | 1 ottobre 2002    | LINEAR      |
| 287223 - | 2002 TA11                | 2 ottobre 2002    | CINEOS      |
| 287224 - | 2002 TN11                | 1 ottobre 2002    | LONEOS      |
| 287225 - | 2002 TG12                | 1 ottobre 2002    | LONEOS      |
| 287226 - | 2002 TM13                | 1 ottobre 2002    | LONEOS      |
| 287227 - | 2002 TD16                | 2 ottobre 2002    | LINEAR      |
| 287228 - | 2002 TJ16                | 2 ottobre 2002    | LINEAR      |
| 287229 - | 2002 TE19                | 2 ottobre 2002    | LINEAR      |
| 287230 - | 2002 TA21                | 2 ottobre 2002    | LINEAR      |
| 287231 - | 2002 TT23                | 2 ottobre 2002    | LINEAR      |
| 287232 - | 2002 TG24                | 2 ottobre 2002    | LINEAR      |
| 287233 - | 2002 TJ30                | 2 ottobre 2002    | LINEAR      |
| 287234 - | 2002 TR35                | 2 ottobre 2002    | LINEAR      |
| 287235 - | 2002 TA36                | 2 ottobre 2002    | LINEAR      |
| 287236 - | 2002 TB36                | 2 ottobre 2002    | LINEAR      |
| 287237 - | 2002 TN42                | 2 ottobre 2002    | LINEAR      |
| 287238 - | 2002 TJ44                | 2 ottobre 2002    | NEAT        |
| 287239 - | 2002 TP49                | 2 ottobre 2002    | LINEAR      |
| 287240 - | 2002 TV51                | 2 ottobre 2002    | LINEAR      |
| 287241 - | 2002 TA56                | 1 ottobre 2002    | LONEOS      |
| 287242 - | 2002 TJ56                | 2 ottobre 2002    | LINEAR      |
| 287243 - | 2002 TM63                | 3 ottobre 2002    | CINEOS      |
| 287244 - | 2002 TN63                | 3 ottobre 2002    | CINEOS      |
| 287245 - | 2002 TQ63                | 4 ottobre 2002    | CINEOS      |
| 287246 - | 2002 TR63                | 4 ottobre 2002    | CINEOS      |
| 287247 - | 2002 TJ67                | 4 ottobre 2002    | LINEAR      |
| 287248 - | 2002 TW69                | 9 ottobre 2002    | Pauwels, T. |
| 287249 - | 2002 TJ90                | 3 ottobre 2002    | NEAT        |
| 287250 - | 2002 TX95                | 3 ottobre 2002    | NEAT        |
| 287251 - | 2002 TO96                | 11 ottobre 2002   | NEAT        |
| 287252 - | 2002 TC100               | 4 ottobre 2002    | LONEOS      |
| 287253 - | 2002 TS101               | 4 ottobre 2002    | LINEAR      |
| 287254 - | 2002 TT101               | 4 ottobre 2002    | LINEAR      |
| 287255 - | 2002 TH103               | 4 ottobre 2002    | LINEAR      |
| 287256 - | 2002 TM114               | 3 ottobre 2002    | NEAT        |
| 287257 - | 2002 TW120               | 3 ottobre 2002    | NEAT        |
| 287258 - | 2002 TN123               | 4 ottobre 2002    | NEAT        |
| 287259 - | 2002 TC127               | 3 settembre 2002  | NEAT        |
| 287260 - | 2002 TF129               | 4 ottobre 2002    | NEAT        |
| 287261 - | 2002 TB130               | 4 ottobre 2002    | NEAT        |
| 287262 - | 2002 TM139               | 4 ottobre 2002    | LONEOS      |
| 287263 - | 2002 TA145               | 2 ottobre 2002    | CINEOS      |
| 287264 - | 2002 TB145               | 2 ottobre 2002    | CINEOS      |
| 287265 - | 2002 TA146               | 4 ottobre 2002    | LINEAR      |
| 287266 - | 2002 TF148               | 5 ottobre 2002    | NEAT        |
| 287267 - | 2002 TR148               | 5 ottobre 2002    | NEAT        |
| 287268 - | 2002 TY151               | 5 ottobre 2002    | NEAT        |
| 287269 - | 2002 TW155               | 5 ottobre 2002    | Spacewatch  |
| 287270 - | 2002 TU156               | 5 ottobre 2002    | NEAT        |
| 287271 - | 2002 TY156               | 5 ottobre 2002    | NEAT        |
| 287272 - | 2002 TE159               | 5 ottobre 2002    | NEAT        |
| 287273 - | 2002 TO161               | 5 ottobre 2002    | NEAT        |
| 287274 - | 2002 TN163               | 5 ottobre 2002    | NEAT        |
| 287275 - | 2002 TY166               | 3 ottobre 2002    | NEAT        |
| 287276 - | 2002 TG167               | 3 ottobre 2002    | NEAT        |
| 287277 - | 2002 TV167               | 3 ottobre 2002    | NEAT        |
| 287278 - | 2002 TZ168               | 3 ottobre 2002    | NEAT        |
| 287279 - | 2002 TT169               | 3 ottobre 2002    | NEAT        |
| 287280 - | 2002 TY171               | 4 ottobre 2002    | NEAT        |
| 287281 - | 2002 TC173               | 7 settembre 2002  | LINEAR      |
| 287282 - | 2002 TZ175               | 4 ottobre 2002    | LONEOS      |
| 287283 - | 2002 TH177               | 5 ottobre 2002    | NEAT        |
| 287284 - | 2002 TM181               | 3 ottobre 2002    | LINEAR      |
| 287285 - | 2002 TE184               | 4 ottobre 2002    | LINEAR      |
| 287286 - | 2002 TQ186               | 4 ottobre 2002    | LINEAR      |
| 287287 - | 2002 TK192               | 5 ottobre 2002    | LONEOS      |
| 287288 - | 2002 TQ193               | 3 ottobre 2002    | LINEAR      |
| 287289 - | 2002 TJ194               | 3 ottobre 2002    | LINEAR      |
| 287290 - | 2002 TT194               | 3 ottobre 2002    | LINEAR      |
| 287291 - | 2002 TP196               | 4 ottobre 2002    | Spacewatch  |
| 287292 - | 2002 TB197               | 4 ottobre 2002    | LINEAR      |
| 287293 - | 2002 TW197               | 4 ottobre 2002    | LINEAR      |
| 287294 - | 2002 TH200               | 9 ottobre 2002    | Bickel, W.  |
| 287295 - | 2002 TC204               | 4 ottobre 2002    | LINEAR      |
| 287296 - | 2002 TE204               | 4 ottobre 2002    | LINEAR      |
| 287297 - | 2002 TL204               | 4 ottobre 2002    | LINEAR      |
| 287298 - | 2002 TH205               | 4 ottobre 2002    | LINEAR      |
| 287299 - | 2002 TZ205               | 4 ottobre 2002    | LINEAR      |
| 287300 - | 2002 TD208               | 4 ottobre 2002    | LINEAR      |

## 287301-287400
| Nome            | Designazione provvisoria | Data di scoperta  | Scopritore                                                |
| --------------- | ------------------------ | ----------------- | --------------------------------------------------------- |
| 287301 -        | 2002 TK209               | 6 ottobre 2002    | LINEAR                                                    |
| 287302 -        | 2002 TX214               | 4 ottobre 2002    | LINEAR                                                    |
| 287303 -        | 2002 TM215               | 4 ottobre 2002    | LINEAR                                                    |
| 287304 -        | 2002 TL217               | 7 ottobre 2002    | LINEAR                                                    |
| 287305 -        | 2002 TF218               | 5 ottobre 2002    | LINEAR                                                    |
| 287306 -        | 2002 TF229               | 7 ottobre 2002    | NEAT                                                      |
| 287307 -        | 2002 TT231               | 8 ottobre 2002    | NEAT                                                      |
| 287308 -        | 2002 TA233               | 6 ottobre 2002    | LINEAR                                                    |
| 287309 -        | 2002 TJ239               | 9 ottobre 2002    | LINEAR                                                    |
| 287310 -        | 2002 TJ244               | 10 ottobre 2002   | NEAT                                                      |
| 287311 -        | 2002 TM250               | 7 ottobre 2002    | LINEAR                                                    |
| 287312 -        | 2002 TU250               | 7 ottobre 2002    | LINEAR                                                    |
| 287313 -        | 2002 TB252               | 8 ottobre 2002    | LONEOS                                                    |
| 287314 -        | 2002 TW253               | 9 ottobre 2002    | LINEAR                                                    |
| 287315 -        | 2002 TP257               | 9 ottobre 2002    | LINEAR                                                    |
| 287316 -        | 2002 TZ257               | 9 ottobre 2002    | LINEAR                                                    |
| 287317 -        | 2002 TM261               | 9 ottobre 2002    | LINEAR                                                    |
| 287318 -        | 2002 TZ262               | 10 ottobre 2002   | NEAT                                                      |
| 287319 -        | 2002 TL263               | 10 ottobre 2002   | LINEAR                                                    |
| 287320 -        | 2002 TN263               | 10 ottobre 2002   | LINEAR                                                    |
| 287321 -        | 2002 TZ267               | 9 ottobre 2002    | LINEAR                                                    |
| 287322 -        | 2002 TG268               | 9 ottobre 2002    | LINEAR                                                    |
| 287323 -        | 2002 TZ268               | 9 ottobre 2002    | LINEAR                                                    |
| 287324 -        | 2002 TC288               | 10 ottobre 2002   | LINEAR                                                    |
| 287325 -        | 2002 TJ297               | 11 ottobre 2002   | LINEAR                                                    |
| 287326 -        | 2002 TK298               | 12 ottobre 2002   | LINEAR                                                    |
| 287327 -        | 2002 TJ304               | 4 ottobre 2002    | Sloan Digital Sky Survey                                  |
| 287328 -        | 2002 TK306               | 4 ottobre 2002    | Sloan Digital Sky Survey                                  |
| 287329 -        | 2002 TX308               | 4 ottobre 2002    | Sloan Digital Sky Survey                                  |
| 287330 -        | 2002 TY312               | 4 ottobre 2002    | Sloan Digital Sky Survey                                  |
| 287331 -        | 2002 TV314               | 4 ottobre 2002    | Sloan Digital Sky Survey                                  |
| 287332 -        | 2002 TZ314               | 4 ottobre 2002    | Sloan Digital Sky Survey                                  |
| 287333 -        | 2002 TG315               | 4 ottobre 2002    | Sloan Digital Sky Survey                                  |
| 287334 -        | 2002 TF316               | 4 ottobre 2002    | Sloan Digital Sky Survey                                  |
| 287335 -        | 2002 TV316               | 4 ottobre 2002    | Sloan Digital Sky Survey                                  |
| 287336 -        | 2002 TP329               | 5 ottobre 2002    | Sloan Digital Sky Survey                                  |
| 287337 -        | 2002 TM332               | 5 ottobre 2002    | Sloan Digital Sky Survey                                  |
| 287338 -        | 2002 TN332               | 5 ottobre 2002    | Sloan Digital Sky Survey                                  |
| 287339 -        | 2002 TU334               | 5 ottobre 2002    | Sloan Digital Sky Survey                                  |
| 287340 -        | 2002 TU343               | 5 ottobre 2002    | Sloan Digital Sky Survey                                  |
| 287341 -        | 2002 TU348               | 5 ottobre 2002    | Sloan Digital Sky Survey                                  |
| 287342 -        | 2002 TN350               | 10 ottobre 2002   | Sloan Digital Sky Survey                                  |
| 287343 -        | 2002 TK353               | 10 ottobre 2002   | Sloan Digital Sky Survey                                  |
| 287344 -        | 2002 TE354               | 10 ottobre 2002   | Sloan Digital Sky Survey                                  |
| 287345 -        | 2002 TN363               | 10 ottobre 2002   | Sloan Digital Sky Survey                                  |
| 287346 -        | 2002 TX371               | 10 ottobre 2002   | Sloan Digital Sky Survey                                  |
| 287347 Mézes    | 2002 TM382               | 9 ottobre 2002    | NEAT                                                      |
| 287348 -        | 2002 TE384               | 15 ottobre 2002   | NEAT                                                      |
| 287349 -        | 2002 TP384               | 13 ottobre 2002   | Spacewatch                                                |
| 287350 -        | 2002 TA387               | 24 settembre 1960 | van Houten, C. J., van Houten-Groeneveld, I., Gehrels, T. |
| 287351 -        | 2002 US1                 | 28 ottobre 2002   | Juels, C. W., Holvorcem, P. R.                            |
| 287352 -        | 2002 UG3                 | 28 ottobre 2002   | NEAT                                                      |
| 287353 -        | 2002 UL7                 | 28 ottobre 2002   | NEAT                                                      |
| 287354 -        | 2002 UT10                | 29 ottobre 2002   | Spacewatch                                                |
| 287355 -        | 2002 UU12                | 28 ottobre 2002   | NEAT                                                      |
| 287356 -        | 2002 UB13                | 28 ottobre 2002   | NEAT                                                      |
| 287357 -        | 2002 UR18                | 30 ottobre 2002   | NEAT                                                      |
| 287358 -        | 2002 UA27                | 31 ottobre 2002   | LONEOS                                                    |
| 287359 -        | 2002 UB29                | 31 ottobre 2002   | LINEAR                                                    |
| 287360 -        | 2002 UO41                | 31 ottobre 2002   | NEAT                                                      |
| 287361 -        | 2002 UY48                | 31 ottobre 2002   | LINEAR                                                    |
| 287362 -        | 2002 UY51                | 29 ottobre 2002   | Sloan Digital Sky Survey                                  |
| 287363 -        | 2002 UF53                | 29 ottobre 2002   | Sloan Digital Sky Survey                                  |
| 287364 -        | 2002 UY57                | 29 ottobre 2002   | Sloan Digital Sky Survey                                  |
| 287365 -        | 2002 UA62                | 30 ottobre 2002   | Sloan Digital Sky Survey                                  |
| 287366 -        | 2002 UX63                | 30 ottobre 2002   | Sloan Digital Sky Survey                                  |
| 287367 -        | 2002 UP65                | 30 ottobre 2002   | Sloan Digital Sky Survey                                  |
| 287368 -        | 2002 UB66                | 30 ottobre 2002   | Sloan Digital Sky Survey                                  |
| 287369 -        | 2002 UN72                | 16 ottobre 2002   | NEAT                                                      |
| 287370 -        | 2002 UQ72                | 16 ottobre 2002   | NEAT                                                      |
| 287371 -        | 2002 UC73                | 16 ottobre 2002   | NEAT                                                      |
| 287372 -        | 2002 UE77                | 18 ottobre 2002   | NEAT                                                      |
| 287373 -        | 2002 UG77                | 18 ottobre 2002   | NEAT                                                      |
| 287374 Vreeland | 2002 VR                  | 2 novembre 2002   | Young, J. W.                                              |
| 287375 -        | 2002 VL4                 | 4 novembre 2002   | NEAT                                                      |
| 287376 -        | 2002 VD6                 | 4 novembre 2002   | NEAT                                                      |
| 287377 -        | 2002 VW12                | 4 novembre 2002   | NEAT                                                      |
| 287378 -        | 2002 VQ13                | 4 novembre 2002   | Spacewatch                                                |
| 287379 -        | 2002 VS13                | 5 novembre 2002   | LINEAR                                                    |
| 287380 -        | 2002 VT14                | 4 novembre 2002   | NEAT                                                      |
| 287381 -        | 2002 VG16                | 4 novembre 2002   | Spacewatch                                                |
| 287382 -        | 2002 VJ16                | 5 novembre 2002   | LINEAR                                                    |
| 287383 -        | 2002 VW20                | 5 novembre 2002   | LINEAR                                                    |
| 287384 -        | 2002 VE21                | 5 novembre 2002   | LINEAR                                                    |
| 287385 -        | 2002 VW21                | 5 novembre 2002   | LINEAR                                                    |
| 287386 -        | 2002 VK35                | 5 novembre 2002   | Spacewatch                                                |
| 287387 -        | 2002 VS40                | 1 novembre 2002   | NEAT                                                      |
| 287388 -        | 2002 VY43                | 4 novembre 2002   | NEAT                                                      |
| 287389 -        | 2002 VX53                | 6 novembre 2002   | LINEAR                                                    |
| 287390 -        | 2002 VV62                | 6 novembre 2002   | LINEAR                                                    |
| 287391 -        | 2002 VT64                | 7 novembre 2002   | LONEOS                                                    |
| 287392 -        | 2002 VU70                | 7 novembre 2002   | LINEAR                                                    |
| 287393 -        | 2002 VE72                | 7 novembre 2002   | LINEAR                                                    |
| 287394 -        | 2002 VH73                | 7 novembre 2002   | LINEAR                                                    |
| 287395 -        | 2002 VA77                | 7 novembre 2002   | LINEAR                                                    |
| 287396 -        | 2002 VU85                | 8 novembre 2002   | LINEAR                                                    |
| 287397 -        | 2002 VA91                | 11 novembre 2002  | Spacewatch                                                |
| 287398 -        | 2002 VO92                | 11 novembre 2002  | LINEAR                                                    |
| 287399 -        | 2002 VM93                | 11 novembre 2002  | Essen                                                     |
| 287400 -        | 2002 VG95                | 14 novembre 2002  | LINEAR                                                    |

## 287401-287500
| Nome            | Designazione provvisoria | Data di scoperta | Scopritore               |
| --------------- | ------------------------ | ---------------- | ------------------------ |
| 287401 -        | 2002 VA98                | 12 novembre 2002 | LINEAR                   |
| 287402 -        | 2002 VS103               | 12 novembre 2002 | LINEAR                   |
| 287403 -        | 2002 VN106               | 12 novembre 2002 | LINEAR                   |
| 287404 -        | 2002 VB110               | 12 novembre 2002 | LINEAR                   |
| 287405 -        | 2002 VX110               | 13 novembre 2002 | NEAT                     |
| 287406 -        | 2002 VT113               | 13 novembre 2002 | NEAT                     |
| 287407 -        | 2002 VM115               | 11 novembre 2002 | LONEOS                   |
| 287408 -        | 2002 VU116               | 13 novembre 2002 | NEAT                     |
| 287409 -        | 2002 VE117               | 13 novembre 2002 | NEAT                     |
| 287410 -        | 2002 VA122               | 13 novembre 2002 | NEAT                     |
| 287411 -        | 2002 VE128               | 6 novembre 2002  | NEAT                     |
| 287412 -        | 2002 VY132               | 1 novembre 2002  | LINEAR                   |
| 287413 -        | 2002 VG144               | 12 novembre 2002 | NEAT                     |
| 287414 -        | 2002 VW145               | 15 novembre 2002 | NEAT                     |
| 287415 -        | 2002 VB146               | 14 novembre 2002 | NEAT                     |
| 287416 -        | 2002 WG2                 | 23 novembre 2002 | NEAT                     |
| 287417 -        | 2002 WX2                 | 24 novembre 2002 | Young, J. W.             |
| 287418 -        | 2002 WV9                 | 24 novembre 2002 | NEAT                     |
| 287419 -        | 2002 WF13                | 30 novembre 2002 | LINEAR                   |
| 287420 -        | 2002 WE20                | 25 novembre 2002 | Hönig, S. F.             |
| 287421 -        | 2002 WN21                | 24 novembre 2002 | NEAT                     |
| 287422 -        | 2002 WS21                | 24 novembre 2002 | NEAT                     |
| 287423 -        | 2002 WZ21                | 16 novembre 2002 | NEAT                     |
| 287424 -        | 2002 WH22                | 24 novembre 2002 | NEAT                     |
| 287425 -        | 2002 WJ22                | 24 novembre 2002 | NEAT                     |
| 287426 -        | 2002 WM23                | 24 novembre 2002 | NEAT                     |
| 287427 -        | 2002 WP23                | 24 novembre 2002 | NEAT                     |
| 287428 -        | 2002 WH24                | 16 novembre 2002 | NEAT                     |
| 287429 -        | 2002 WL25                | 22 novembre 2002 | NEAT                     |
| 287430 -        | 2002 WP27                | 23 novembre 2002 | NEAT                     |
| 287431 -        | 2002 WH28                | 16 novembre 2002 | NEAT                     |
| 287432 Bril     | 2002 WP28                | 24 novembre 2002 | NEAT                     |
| 287433 de Groot | 2002 WQ28                | 23 novembre 2002 | NEAT                     |
| 287434 -        | 2002 WZ28                | 22 novembre 2002 | NEAT                     |
| 287435 -        | 2002 XM3                 | 1 dicembre 2002  | LINEAR                   |
| 287436 -        | 2002 XP3                 | 2 dicembre 2002  | Ball, L.                 |
| 287437 -        | 2002 XA6                 | 1 dicembre 2002  | LINEAR                   |
| 287438 -        | 2002 XK11                | 3 dicembre 2002  | NEAT                     |
| 287439 -        | 2002 XL23                | 5 dicembre 2002  | LINEAR                   |
| 287440 -        | 2002 XY24                | 5 dicembre 2002  | LINEAR                   |
| 287441 -        | 2002 XW33                | 5 dicembre 2002  | LINEAR                   |
| 287442 -        | 2002 XU36                | 6 dicembre 2002  | LINEAR                   |
| 287443 -        | 2002 XP38                | 7 dicembre 2002  | LINEAR                   |
| 287444 -        | 2002 XM48                | 10 dicembre 2002 | LINEAR                   |
| 287445 -        | 2002 XU57                | 11 dicembre 2002 | NEAT                     |
| 287446 -        | 2002 XD64                | 11 dicembre 2002 | LINEAR                   |
| 287447 -        | 2002 XO64                | 11 dicembre 2002 | LINEAR                   |
| 287448 -        | 2002 XX72                | 11 dicembre 2002 | LINEAR                   |
| 287449 -        | 2002 XR82                | 12 dicembre 2002 | NEAT                     |
| 287450 -        | 2002 XW95                | 5 dicembre 2002  | LINEAR                   |
| 287451 -        | 2002 XU115               | 7 dicembre 2002  | Sloan Digital Sky Survey |
| 287452 -        | 2002 XL119               | 10 dicembre 2002 | NEAT                     |
| 287453 -        | 2002 XU119               | 10 dicembre 2002 | NEAT                     |
| 287454 -        | 2002 YX7                 | 30 dicembre 2002 | Jeon, Y.-B., Lee, B.-C.  |
| 287455 -        | 2002 YM13                | 31 dicembre 2002 | LINEAR                   |
| 287456 -        | 2002 YC15                | 31 dicembre 2002 | Spacewatch               |
| 287457 -        | 2002 YH21                | 31 dicembre 2002 | LINEAR                   |
| 287458 -        | 2002 YG23                | 31 dicembre 2002 | LINEAR                   |
| 287459 -        | 2002 YP24                | 31 dicembre 2002 | LINEAR                   |
| 287460 -        | 2002 YW32                | 27 dicembre 2002 | NEAT                     |
| 287461 -        | 2002 YD33                | 30 dicembre 2002 | LINEAR                   |
| 287462 -        | 2003 AX6                 | 2 gennaio 2003   | LINEAR                   |
| 287463 -        | 2003 AD19                | 4 gennaio 2003   | LINEAR                   |
| 287464 -        | 2003 AZ20                | 5 gennaio 2003   | LINEAR                   |
| 287465 -        | 2003 AX24                | 4 gennaio 2003   | LINEAR                   |
| 287466 -        | 2003 AE30                | 4 gennaio 2003   | LINEAR                   |
| 287467 -        | 2003 AL35                | 7 gennaio 2003   | LINEAR                   |
| 287468 -        | 2003 AZ36                | 7 gennaio 2003   | LINEAR                   |
| 287469 -        | 2003 AC37                | 7 gennaio 2003   | LINEAR                   |
| 287470 -        | 2003 AE42                | 7 gennaio 2003   | LINEAR                   |
| 287471 -        | 2003 AK46                | 5 gennaio 2003   | LINEAR                   |
| 287472 -        | 2003 AJ53                | 5 gennaio 2003   | LINEAR                   |
| 287473 -        | 2003 AO62                | 8 gennaio 2003   | LINEAR                   |
| 287474 -        | 2003 AQ62                | 8 gennaio 2003   | LINEAR                   |
| 287475 -        | 2003 AY66                | 7 gennaio 2003   | LINEAR                   |
| 287476 -        | 2003 AT71                | 10 gennaio 2003  | LINEAR                   |
| 287477 -        | 2003 AG73                | 11 gennaio 2003  | Spacewatch               |
| 287478 -        | 2003 AR78                | 10 gennaio 2003  | Spacewatch               |
| 287479 -        | 2003 AS80                | 11 gennaio 2003  | LINEAR                   |
| 287480 -        | 2003 AJ84                | 11 gennaio 2003  | Tucker, R. A.            |
| 287481 -        | 2003 AW85                | 7 gennaio 2003   | LINEAR                   |
| 287482 -        | 2003 AU94                | 11 gennaio 2003  | Spacewatch               |
| 287483 -        | 2003 BS5                 | 24 gennaio 2003  | Boattini, A., Scholl, H. |
| 287484 -        | 2003 BF9                 | 26 gennaio 2003  | LONEOS                   |
| 287485 -        | 2003 BG9                 | 26 gennaio 2003  | LONEOS                   |
| 287486 -        | 2003 BG12                | 26 gennaio 2003  | LONEOS                   |
| 287487 -        | 2003 BZ14                | 26 gennaio 2003  | NEAT                     |
| 287488 -        | 2003 BA17                | 26 gennaio 2003  | NEAT                     |
| 287489 -        | 2003 BR17                | 27 gennaio 2003  | LINEAR                   |
| 287490 -        | 2003 BJ19                | 26 gennaio 2003  | LONEOS                   |
| 287491 -        | 2003 BK19                | 26 gennaio 2003  | LONEOS                   |
| 287492 -        | 2003 BX24                | 25 gennaio 2003  | NEAT                     |
| 287493 -        | 2003 BB28                | 26 gennaio 2003  | NEAT                     |
| 287494 -        | 2003 BJ28                | 26 gennaio 2003  | NEAT                     |
| 287495 -        | 2003 BV30                | 27 gennaio 2003  | LINEAR                   |
| 287496 -        | 2003 BS31                | 27 gennaio 2003  | LINEAR                   |
| 287497 -        | 2003 BV32                | 27 gennaio 2003  | NEAT                     |
| 287498 -        | 2003 BW32                | 27 gennaio 2003  | NEAT                     |
| 287499 -        | 2003 BJ38                | 27 gennaio 2003  | LONEOS                   |
| 287500 -        | 2003 BO38                | 27 gennaio 2003  | LONEOS                   |

## 287501-287600
| Nome     | Designazione provvisoria | Data di scoperta | Scopritore       |
| -------- | ------------------------ | ---------------- | ---------------- |
| 287501 - | 2003 BS38                | 27 gennaio 2003  | LINEAR           |
| 287502 - | 2003 BQ43                | 27 gennaio 2003  | LINEAR           |
| 287503 - | 2003 BB45                | 27 gennaio 2003  | Spacewatch       |
| 287504 - | 2003 BD48                | 27 gennaio 2003  | LONEOS           |
| 287505 - | 2003 BO55                | 27 gennaio 2003  | NEAT             |
| 287506 - | 2003 BS56                | 27 gennaio 2003  | LONEOS           |
| 287507 - | 2003 BQ58                | 27 gennaio 2003  | LINEAR           |
| 287508 - | 2003 BF62                | 28 gennaio 2003  | NEAT             |
| 287509 - | 2003 BL63                | 28 gennaio 2003  | Spacewatch       |
| 287510 - | 2003 BM63                | 28 gennaio 2003  | LINEAR           |
| 287511 - | 2003 BP65                | 30 gennaio 2003  | LONEOS           |
| 287512 - | 2003 BV69                | 30 gennaio 2003  | NEAT             |
| 287513 - | 2003 BA73                | 28 gennaio 2003  | NEAT             |
| 287514 - | 2003 BD73                | 28 gennaio 2003  | NEAT             |
| 287515 - | 2003 BM75                | 29 gennaio 2003  | NEAT             |
| 287516 - | 2003 BY76                | 29 gennaio 2003  | NEAT             |
| 287517 - | 2003 BA78                | 30 gennaio 2003  | NEAT             |
| 287518 - | 2003 BW83                | 31 gennaio 2003  | LONEOS           |
| 287519 - | 2003 BB93                | 25 gennaio 2003  | NEAT             |
| 287520 - | 2003 CU5                 | 1 febbraio 2003  | LINEAR           |
| 287521 - | 2003 CU8                 | 1 febbraio 2003  | NEAT             |
| 287522 - | 2003 CS10                | 3 febbraio 2003  | NEAT             |
| 287523 - | 2003 CX10                | 3 febbraio 2003  | LONEOS           |
| 287524 - | 2003 CT12                | 2 febbraio 2003  | LONEOS           |
| 287525 - | 2003 CP16                | 31 gennaio 2003  | LINEAR           |
| 287526 - | 2003 CH25                | 7 febbraio 2003  | Spacewatch       |
| 287527 - | 2003 DV                  | 21 febbraio 2003 | NEAT             |
| 287528 - | 2003 DD1                 | 21 febbraio 2003 | NEAT             |
| 287529 - | 2003 DU1                 | 21 febbraio 2003 | NEAT             |
| 287530 - | 2003 DH4                 | 20 febbraio 2003 | NEAT             |
| 287531 - | 2003 DZ6                 | 23 febbraio 2003 | CINEOS           |
| 287532 - | 2003 DF8                 | 22 febbraio 2003 | NEAT             |
| 287533 - | 2003 DP8                 | 22 febbraio 2003 | NEAT             |
| 287534 - | 2003 DY12                | 26 febbraio 2003 | CINEOS           |
| 287535 - | 2003 DM14                | 24 febbraio 2003 | NEAT             |
| 287536 - | 2003 DX23                | 22 febbraio 2003 | NEAT             |
| 287537 - | 2003 EN2                 | 5 marzo 2003     | LINEAR           |
| 287538 - | 2003 ED8                 | 6 marzo 2003     | LONEOS           |
| 287539 - | 2003 ER11                | 6 marzo 2003     | LINEAR           |
| 287540 - | 2003 EK18                | 6 marzo 2003     | LONEOS           |
| 287541 - | 2003 EE20                | 6 marzo 2003     | LONEOS           |
| 287542 - | 2003 EO20                | 6 marzo 2003     | LONEOS           |
| 287543 - | 2003 EQ21                | 6 marzo 2003     | LINEAR           |
| 287544 - | 2003 EV22                | 6 marzo 2003     | LINEAR           |
| 287545 - | 2003 ED30                | 6 marzo 2003     | NEAT             |
| 287546 - | 2003 ET33                | 7 marzo 2003     | LONEOS           |
| 287547 - | 2003 EO42                | 9 marzo 2003     | LINEAR           |
| 287548 - | 2003 EB45                | 7 marzo 2003     | LINEAR           |
| 287549 - | 2003 EO45                | 7 marzo 2003     | LINEAR           |
| 287550 - | 2003 EV45                | 7 marzo 2003     | LINEAR           |
| 287551 - | 2003 EW49                | 10 marzo 2003    | NEAT             |
| 287552 - | 2003 EL51                | 11 marzo 2003    | NEAT             |
| 287553 - | 2003 EY53                | 9 marzo 2003     | LINEAR           |
| 287554 - | 2003 EM62                | 9 marzo 2003     | LINEAR           |
| 287555 - | 2003 FM                  | 22 marzo 2003    | NEAT             |
| 287556 - | 2003 FP3                 | 24 marzo 2003    | NEAT             |
| 287557 - | 2003 FG7                 | 28 marzo 2003    | Sárneczky, K.    |
| 287558 - | 2003 FN10                | 23 marzo 2003    | Spacewatch       |
| 287559 - | 2003 FT12                | 23 marzo 2003    | Spacewatch       |
| 287560 - | 2003 FZ16                | 24 marzo 2003    | Spacewatch       |
| 287561 - | 2003 FQ18                | 24 marzo 2003    | Spacewatch       |
| 287562 - | 2003 FV18                | 24 marzo 2003    | Spacewatch       |
| 287563 - | 2003 FS19                | 25 marzo 2003    | NEAT             |
| 287564 - | 2003 FU21                | 25 marzo 2003    | Spacewatch       |
| 287565 - | 2003 FX21                | 25 marzo 2003    | Spacewatch       |
| 287566 - | 2003 FG22                | 25 marzo 2003    | CSS              |
| 287567 - | 2003 FV23                | 23 marzo 2003    | Spacewatch       |
| 287568 - | 2003 FR24                | 24 marzo 2003    | Spacewatch       |
| 287569 - | 2003 FZ25                | 24 marzo 2003    | Spacewatch       |
| 287570 - | 2003 FU26                | 24 marzo 2003    | Spacewatch       |
| 287571 - | 2003 FM27                | 24 marzo 2003    | Spacewatch       |
| 287572 - | 2003 FX27                | 24 marzo 2003    | Spacewatch       |
| 287573 - | 2003 FM31                | 23 marzo 2003    | Spacewatch       |
| 287574 - | 2003 FU32                | 23 marzo 2003    | Spacewatch       |
| 287575 - | 2003 FO35                | 23 marzo 2003    | Spacewatch       |
| 287576 - | 2003 FE38                | 23 marzo 2003    | Spacewatch       |
| 287577 - | 2003 FE42                | 31 marzo 2003    | Young, J. W.     |
| 287578 - | 2003 FX44                | 24 marzo 2003    | Spacewatch       |
| 287579 - | 2003 FX58                | 26 marzo 2003    | NEAT             |
| 287580 - | 2003 FQ64                | 26 marzo 2003    | NEAT             |
| 287581 - | 2003 FO65                | 26 marzo 2003    | NEAT             |
| 287582 - | 2003 FQ69                | 26 marzo 2003    | NEAT             |
| 287583 - | 2003 FQ88                | 28 marzo 2003    | Spacewatch       |
| 287584 - | 2003 FJ89                | 29 marzo 2003    | LONEOS           |
| 287585 - | 2003 FQ91                | 29 marzo 2003    | LONEOS           |
| 287586 - | 2003 FQ92                | 29 marzo 2003    | LONEOS           |
| 287587 - | 2003 FC102               | 31 marzo 2003    | LINEAR           |
| 287588 - | 2003 FX105               | 26 marzo 2003    | NEAT             |
| 287589 - | 2003 FN106               | 26 marzo 2003    | NEAT             |
| 287590 - | 2003 FK108               | 30 marzo 2003    | LINEAR           |
| 287591 - | 2003 FS108               | 31 marzo 2003    | LONEOS           |
| 287592 - | 2003 FC117               | 24 marzo 2003    | Spacewatch       |
| 287593 - | 2003 FD119               | 26 marzo 2003    | LONEOS           |
| 287594 - | 2003 FK122               | 31 marzo 2003    | Deep Lens Survey |
| 287595 - | 2003 FG123               | 26 marzo 2003    | LONEOS           |
| 287596 - | 2003 FR123               | 27 marzo 2003    | Spacewatch       |
| 287597 - | 2003 FJ126               | 31 marzo 2003    | Spacewatch       |
| 287598 - | 2003 FY131               | 24 marzo 2003    | NEAT             |
| 287599 - | 2003 FM132               | 24 marzo 2003    | Spacewatch       |
| 287600 - | 2003 FH133               | 26 marzo 2003    | Spacewatch       |

## 287601-287700
| Nome                 | Designazione provvisoria | Data di scoperta | Scopritore                     |
| -------------------- | ------------------------ | ---------------- | ------------------------------ |
| 287601 -             | 2003 GN                  | 1 aprile 2003    | LINEAR                         |
| 287602 -             | 2003 GS5                 | 1 aprile 2003    | LINEAR                         |
| 287603 -             | 2003 GO15                | 3 aprile 2003    | LONEOS                         |
| 287604 -             | 2003 GQ24                | 7 aprile 2003    | Spacewatch                     |
| 287605 -             | 2003 GH29                | 7 aprile 2003    | LINEAR                         |
| 287606 -             | 2003 GD36                | 5 aprile 2003    | LONEOS                         |
| 287607 -             | 2003 GZ37                | 8 aprile 2003    | Spacewatch                     |
| 287608 -             | 2003 GW39                | 8 aprile 2003    | Spacewatch                     |
| 287609 -             | 2003 GU40                | 9 aprile 2003    | NEAT                           |
| 287610 -             | 2003 GF47                | 7 aprile 2003    | Spacewatch                     |
| 287611 -             | 2003 GL48                | 9 aprile 2003    | NEAT                           |
| 287612 -             | 2003 GD54                | 3 aprile 2003    | LONEOS                         |
| 287613 -             | 2003 GL54                | 1 aprile 2003    | LONEOS                         |
| 287614 -             | 2003 GV56                | 5 aprile 2003    | Spacewatch                     |
| 287615 -             | 2003 HK                  | 21 aprile 2003   | CSS                            |
| 287616 -             | 2003 HG4                 | 24 aprile 2003   | LONEOS                         |
| 287617 -             | 2003 HY7                 | 24 aprile 2003   | LONEOS                         |
| 287618 -             | 2003 HU12                | 24 aprile 2003   | Spacewatch                     |
| 287619 -             | 2003 HD13                | 24 aprile 2003   | Spacewatch                     |
| 287620 -             | 2003 HW13                | 25 aprile 2003   | CINEOS                         |
| 287621 -             | 2003 HE14                | 26 aprile 2003   | Spacewatch                     |
| 287622 -             | 2003 HO16                | 28 aprile 2003   | Ball, L.                       |
| 287623 -             | 2003 HW16                | 24 aprile 2003   | LONEOS                         |
| 287624 -             | 2003 HA17                | 24 aprile 2003   | LONEOS                         |
| 287625 -             | 2003 HC22                | 27 aprile 2003   | LONEOS                         |
| 287626 -             | 2003 HT29                | 28 aprile 2003   | LONEOS                         |
| 287627 -             | 2003 HL33                | 26 aprile 2003   | Spacewatch                     |
| 287628 -             | 2003 HV33                | 28 aprile 2003   | Spacewatch                     |
| 287629 -             | 2003 HO34                | 29 aprile 2003   | Spacewatch                     |
| 287630 -             | 2003 HP34                | 29 aprile 2003   | Spacewatch                     |
| 287631 -             | 2003 HY34                | 26 aprile 2003   | Spacewatch                     |
| 287632 -             | 2003 HM35                | 26 aprile 2003   | Spacewatch                     |
| 287633 -             | 2003 HN35                | 26 aprile 2003   | Spacewatch                     |
| 287634 -             | 2003 HH43                | 29 aprile 2003   | LONEOS                         |
| 287635 -             | 2003 HJ45                | 29 aprile 2003   | LINEAR                         |
| 287636 -             | 2003 HW54                | 24 aprile 2003   | CINEOS                         |
| 287637 -             | 2003 HZ54                | 25 aprile 2003   | Spacewatch                     |
| 287638 -             | 2003 HP58                | 25 aprile 2003   | Spacewatch                     |
| 287639 -             | 2003 JZ1                 | 1 maggio 2003    | Spacewatch                     |
| 287640 -             | 2003 JP2                 | 1 maggio 2003    | Spacewatch                     |
| 287641 -             | 2003 JA4                 | 3 maggio 2003    | Klet                           |
| 287642 -             | 2003 JV5                 | 1 maggio 2003    | Spacewatch                     |
| 287643 -             | 2003 JP16                | 9 maggio 2003    | NEAT                           |
| 287644 -             | 2003 JD18                | 2 maggio 2003    | LINEAR                         |
| 287645 -             | 2003 KW6                 | 25 maggio 2003   | Spacewatch                     |
| 287646 -             | 2003 KD7                 | 23 maggio 2003   | Spacewatch                     |
| 287647 -             | 2003 KR7                 | 25 maggio 2003   | Spacewatch                     |
| 287648 -             | 2003 KC10                | 22 maggio 2003   | Spacewatch                     |
| 287649 -             | 2003 KF15                | 25 maggio 2003   | Spacewatch                     |
| 287650 -             | 2003 KM16                | 26 maggio 2003   | NEAT                           |
| 287651 -             | 2003 KV17                | 27 maggio 2003   | NEAT                           |
| 287652 -             | 2003 KV19                | 30 maggio 2003   | LINEAR                         |
| 287653 -             | 2003 KZ29                | 25 maggio 2003   | Tenagra II                     |
| 287654 -             | 2003 LK9                 | 2 giugno 2003    | Tenagra II                     |
| 287655 -             | 2003 MW2                 | 25 giugno 2003   | Schwartz, M., Holvorcem, P. R. |
| 287656 -             | 2003 MF4                 | 23 giugno 2003   | Schwartz, M., Holvorcem, P. R. |
| 287657 -             | 2003 ME5                 | 26 giugno 2003   | LINEAR                         |
| 287658 -             | 2003 MJ8                 | 28 giugno 2003   | LINEAR                         |
| 287659 -             | 2003 MV9                 | 28 giugno 2003   | Broughton, J.                  |
| 287660 -             | 2003 ND1                 | 2 luglio 2003    | NEAT                           |
| 287661 -             | 2003 NZ4                 | 4 luglio 2003    | Broughton, J.                  |
| 287662 -             | 2003 NW6                 | 7 luglio 2003    | Broughton, J.                  |
| 287663 -             | 2003 NY11                | 3 luglio 2003    | Spacewatch                     |
| 287664 -             | 2003 NS12                | 3 luglio 2003    | Spacewatch                     |
| 287665 -             | 2003 OD2                 | 22 luglio 2003   | NEAT                           |
| 287666 -             | 2003 OS4                 | 22 luglio 2003   | NEAT                           |
| 287667 -             | 2003 OH8                 | 26 luglio 2003   | Broughton, J.                  |
| 287668 -             | 2003 OQ8                 | 26 luglio 2003   | Broughton, J.                  |
| 287669 -             | 2003 OM12                | 23 luglio 2003   | NEAT                           |
| 287670 -             | 2003 OT20                | 31 luglio 2003   | Broughton, J.                  |
| 287671 -             | 2003 OE23                | 30 luglio 2003   | CINEOS                         |
| 287672 -             | 2003 OH27                | 24 luglio 2003   | NEAT                           |
| 287673 -             | 2003 PU1                 | 1 agosto 2003    | NEAT                           |
| 287674 -             | 2003 PR6                 | 1 agosto 2003    | LINEAR                         |
| 287675 -             | 2003 QE1                 | 19 agosto 2003   | CINEOS                         |
| 287676 -             | 2003 QP1                 | 19 agosto 2003   | CINEOS                         |
| 287677 -             | 2003 QB4                 | 18 agosto 2003   | NEAT                           |
| 287678 -             | 2003 QY4                 | 20 agosto 2003   | CINEOS                         |
| 287679 -             | 2003 QV6                 | 20 agosto 2003   | CINEOS                         |
| 287680 -             | 2003 QG14                | 20 agosto 2003   | NEAT                           |
| 287681 -             | 2003 QO14                | 20 agosto 2003   | NEAT                           |
| 287682 -             | 2003 QX14                | 20 agosto 2003   | NEAT                           |
| 287683 -             | 2003 QA17                | 21 agosto 2003   | CINEOS                         |
| 287684 -             | 2003 QQ17                | 22 agosto 2003   | NEAT                           |
| 287685 -             | 2003 QA18                | 22 agosto 2003   | NEAT                           |
| 287686 -             | 2003 QK18                | 22 agosto 2003   | LINEAR                         |
| 287687 -             | 2003 QS19                | 22 agosto 2003   | NEAT                           |
| 287688 -             | 2003 QY20                | 22 agosto 2003   | NEAT                           |
| 287689 -             | 2003 QN21                | 22 agosto 2003   | NEAT                           |
| 287690 -             | 2003 QF22                | 20 agosto 2003   | NEAT                           |
| 287691 -             | 2003 QD23                | 20 agosto 2003   | NEAT                           |
| 287692 -             | 2003 QX27                | 23 agosto 2003   | Klet                           |
| 287693 Hugonnaivilma | 2003 QD31                | 24 agosto 2003   | Piszkesteto                    |
| 287694 -             | 2003 QL31                | 20 agosto 2003   | NEAT                           |
| 287695 -             | 2003 QM31                | 21 agosto 2003   | NEAT                           |
| 287696 -             | 2003 QD34                | 22 agosto 2003   | NEAT                           |
| 287697 -             | 2003 QA36                | 22 agosto 2003   | LINEAR                         |
| 287698 -             | 2003 QP37                | 22 agosto 2003   | NEAT                           |
| 287699 -             | 2003 QG38                | 22 agosto 2003   | LINEAR                         |
| 287700 -             | 2003 QJ43                | 22 agosto 2003   | NEAT                           |

## 287701-287800
| Nome               | Designazione provvisoria | Data di scoperta  | Scopritore                |
| ------------------ | ------------------------ | ----------------- | ------------------------- |
| 287701 -           | 2003 QC45                | 23 agosto 2003    | LINEAR                    |
| 287702 -           | 2003 QE46                | 23 agosto 2003    | NEAT                      |
| 287703 -           | 2003 QR48                | 21 agosto 2003    | NEAT                      |
| 287704 -           | 2003 QE49                | 22 agosto 2003    | NEAT                      |
| 287705 -           | 2003 QC53                | 23 agosto 2003    | LINEAR                    |
| 287706 -           | 2003 QQ53                | 23 agosto 2003    | LINEAR                    |
| 287707 -           | 2003 QT59                | 23 agosto 2003    | LINEAR                    |
| 287708 -           | 2003 QW62                | 23 agosto 2003    | LINEAR                    |
| 287709 -           | 2003 QT68                | 26 agosto 2003    | LINEAR                    |
| 287710 -           | 2003 QB69                | 26 agosto 2003    | Broughton, J.             |
| 287711 Filotáslili | 2003 QO69                | 26 agosto 2003    | Sárneczky, K., Sipocz, B. |
| 287712 -           | 2003 QR85                | 24 agosto 2003    | LINEAR                    |
| 287713 -           | 2003 QB87                | 25 agosto 2003    | LINEAR                    |
| 287714 -           | 2003 QC90                | 26 agosto 2003    | Buie, M. W.               |
| 287715 -           | 2003 QH94                | 28 agosto 2003    | NEAT                      |
| 287716 -           | 2003 QC95                | 29 agosto 2003    | NEAT                      |
| 287717 -           | 2003 QD95                | 29 agosto 2003    | NEAT                      |
| 287718 -           | 2003 QK95                | 30 agosto 2003    | Spacewatch                |
| 287719 -           | 2003 QC102               | 30 agosto 2003    | Spacewatch                |
| 287720 -           | 2003 QA105               | 31 agosto 2003    | Spacewatch                |
| 287721 -           | 2003 QB110               | 31 agosto 2003    | Spacewatch                |
| 287722 -           | 2003 QR114               | 25 agosto 2003    | NEAT                      |
| 287723 -           | 2003 QX119               | 27 agosto 2003    | NEAT                      |
| 287724 -           | 2003 QB120               | 28 agosto 2003    | NEAT                      |
| 287725 -           | 2003 RG                  | 1 settembre 2003  | LINEAR                    |
| 287726 -           | 2003 RC8                 | 4 settembre 2003  | CINEOS                    |
| 287727 -           | 2003 RX8                 | 1 settembre 2003  | LINEAR                    |
| 287728 -           | 2003 RF12                | 13 settembre 2003 | NEAT                      |
| 287729 -           | 2003 RD15                | 15 settembre 2003 | NEAT                      |
| 287730 -           | 2003 RB19                | 15 settembre 2003 | LONEOS                    |
| 287731 -           | 2003 RN19                | 15 settembre 2003 | LONEOS                    |
| 287732 -           | 2003 RS21                | 13 settembre 2003 | NEAT                      |
| 287733 -           | 2003 RT25                | 15 settembre 2003 | NEAT                      |
| 287734 -           | 2003 RD27                | 3 settembre 2003  | LINEAR                    |
| 287735 -           | 2003 SM1                 | 16 settembre 2003 | Spacewatch                |
| 287736 -           | 2003 SZ4                 | 16 settembre 2003 | Spacewatch                |
| 287737 -           | 2003 SX5                 | 16 settembre 2003 | NEAT                      |
| 287738 -           | 2003 SG6                 | 16 settembre 2003 | NEAT                      |
| 287739 -           | 2003 SA8                 | 16 settembre 2003 | NEAT                      |
| 287740 -           | 2003 SU9                 | 17 settembre 2003 | Spacewatch                |
| 287741 -           | 2003 SA12                | 16 settembre 2003 | Spacewatch                |
| 287742 -           | 2003 SL12                | 16 settembre 2003 | NEAT                      |
| 287743 -           | 2003 SN16                | 17 settembre 2003 | Spacewatch                |
| 287744 -           | 2003 SS23                | 17 settembre 2003 | Spacewatch                |
| 287745 -           | 2003 SJ24                | 17 settembre 2003 | NEAT                      |
| 287746 -           | 2003 SR26                | 17 settembre 2003 | NEAT                      |
| 287747 -           | 2003 SV26                | 18 settembre 2003 | NEAT                      |
| 287748 -           | 2003 SX30                | 18 settembre 2003 | Spacewatch                |
| 287749 -           | 2003 SJ32                | 17 settembre 2003 | NEAT                      |
| 287750 -           | 2003 SS33                | 18 settembre 2003 | LINEAR                    |
| 287751 -           | 2003 SU35                | 17 settembre 2003 | NEAT                      |
| 287752 -           | 2003 SG38                | 16 settembre 2003 | NEAT                      |
| 287753 -           | 2003 SS39                | 16 settembre 2003 | NEAT                      |
| 287754 -           | 2003 SX40                | 17 settembre 2003 | NEAT                      |
| 287755 -           | 2003 SR41                | 18 settembre 2003 | NEAT                      |
| 287756 -           | 2003 SY42                | 16 settembre 2003 | LONEOS                    |
| 287757 -           | 2003 SS48                | 18 settembre 2003 | NEAT                      |
| 287758 -           | 2003 ST49                | 18 settembre 2003 | NEAT                      |
| 287759 -           | 2003 SN54                | 16 settembre 2003 | LONEOS                    |
| 287760 -           | 2003 SY58                | 17 settembre 2003 | Spacewatch                |
| 287761 -           | 2003 SV60                | 17 settembre 2003 | Spacewatch                |
| 287762 -           | 2003 SH61                | 17 settembre 2003 | LINEAR                    |
| 287763 -           | 2003 SY63                | 17 settembre 2003 | CINEOS                    |
| 287764 -           | 2003 SL65                | 18 settembre 2003 | LONEOS                    |
| 287765 -           | 2003 SU65                | 18 settembre 2003 | LINEAR                    |
| 287766 -           | 2003 SG67                | 19 settembre 2003 | LINEAR                    |
| 287767 -           | 2003 SS67                | 16 settembre 2003 | Spacewatch                |
| 287768 -           | 2003 SE69                | 17 settembre 2003 | Spacewatch                |
| 287769 -           | 2003 SE72                | 18 settembre 2003 | Spacewatch                |
| 287770 -           | 2003 SP74                | 18 settembre 2003 | Spacewatch                |
| 287771 -           | 2003 SB79                | 19 settembre 2003 | Spacewatch                |
| 287772 -           | 2003 SE82                | 17 settembre 2003 | Spacewatch                |
| 287773 -           | 2003 SD83                | 18 settembre 2003 | Spacewatch                |
| 287774 -           | 2003 SA86                | 16 settembre 2003 | Spacewatch                |
| 287775 -           | 2003 SD88                | 18 settembre 2003 | CINEOS                    |
| 287776 -           | 2003 SA89                | 18 settembre 2003 | NEAT                      |
| 287777 -           | 2003 SO91                | 18 settembre 2003 | NEAT                      |
| 287778 -           | 2003 SX93                | 18 settembre 2003 | Spacewatch                |
| 287779 -           | 2003 SZ98                | 19 settembre 2003 | NEAT                      |
| 287780 -           | 2003 SJ102               | 20 settembre 2003 | LINEAR                    |
| 287781 -           | 2003 SS103               | 20 settembre 2003 | LINEAR                    |
| 287782 -           | 2003 SP109               | 20 settembre 2003 | Spacewatch                |
| 287783 -           | 2003 SE113               | 16 settembre 2003 | Spacewatch                |
| 287784 -           | 2003 SG116               | 16 settembre 2003 | LINEAR                    |
| 287785 -           | 2003 SX117               | 16 settembre 2003 | Spacewatch                |
| 287786 -           | 2003 SN119               | 17 settembre 2003 | LONEOS                    |
| 287787 Karády      | 2003 SY128               | 20 settembre 2003 | Piszkesteto               |
| 287788 -           | 2003 SY133               | 18 settembre 2003 | LINEAR                    |
| 287789 -           | 2003 SP134               | 18 settembre 2003 | NEAT                      |
| 287790 -           | 2003 SB139               | 21 settembre 2003 | LINEAR                    |
| 287791 -           | 2003 SQ140               | 19 settembre 2003 | NEAT                      |
| 287792 -           | 2003 SO143               | 20 settembre 2003 | NEAT                      |
| 287793 -           | 2003 SR143               | 21 settembre 2003 | LINEAR                    |
| 287794 -           | 2003 SU146               | 20 settembre 2003 | NEAT                      |
| 287795 -           | 2003 SY152               | 19 settembre 2003 | LONEOS                    |
| 287796 -           | 2003 SJ155               | 19 settembre 2003 | LONEOS                    |
| 287797 -           | 2003 SL155               | 19 settembre 2003 | LONEOS                    |
| 287798 -           | 2003 SS159               | 22 settembre 2003 | Spacewatch                |
| 287799 -           | 2003 SK161               | 18 settembre 2003 | LINEAR                    |
| 287800 -           | 2003 SO161               | 18 settembre 2003 | Spacewatch                |

## 287801-287900
| Nome               | Designazione provvisoria | Data di scoperta  | Scopritore               |
| ------------------ | ------------------------ | ----------------- | ------------------------ |
| 287801 -           | 2003 SD163               | 19 settembre 2003 | Spacewatch               |
| 287802 -           | 2003 SG163               | 19 settembre 2003 | Spacewatch               |
| 287803 -           | 2003 SU165               | 20 settembre 2003 | NEAT                     |
| 287804 -           | 2003 SG166               | 21 settembre 2003 | Spacewatch               |
| 287805 -           | 2003 SC172               | 18 settembre 2003 | LINEAR                   |
| 287806 -           | 2003 SH172               | 18 settembre 2003 | NEAT                     |
| 287807 -           | 2003 SU172               | 18 settembre 2003 | LINEAR                   |
| 287808 -           | 2003 SP173               | 18 settembre 2003 | NEAT                     |
| 287809 -           | 2003 SR175               | 18 settembre 2003 | Spacewatch               |
| 287810 -           | 2003 SJ176               | 18 settembre 2003 | NEAT                     |
| 287811 -           | 2003 SS180               | 19 settembre 2003 | Spacewatch               |
| 287812 -           | 2003 SW180               | 20 settembre 2003 | Spacewatch               |
| 287813 -           | 2003 SD183               | 21 settembre 2003 | Spacewatch               |
| 287814 -           | 2003 SR183               | 21 settembre 2003 | LINEAR                   |
| 287815 -           | 2003 SC186               | 22 settembre 2003 | LONEOS                   |
| 287816 -           | 2003 SV187               | 22 settembre 2003 | Spacewatch               |
| 287817 -           | 2003 SX189               | 24 settembre 2003 | NEAT                     |
| 287818 -           | 2003 SH190               | 24 settembre 2003 | NEAT                     |
| 287819 -           | 2003 SN190               | 17 settembre 2003 | Spacewatch               |
| 287820 -           | 2003 SE193               | 20 settembre 2003 | NEAT                     |
| 287821 -           | 2003 SG193               | 20 settembre 2003 | NEAT                     |
| 287822 -           | 2003 SO193               | 20 settembre 2003 | LINEAR                   |
| 287823 -           | 2003 SK194               | 20 settembre 2003 | Spacewatch               |
| 287824 -           | 2003 SK195               | 20 settembre 2003 | NEAT                     |
| 287825 -           | 2003 SX195               | 20 settembre 2003 | NEAT                     |
| 287826 -           | 2003 SA197               | 21 settembre 2003 | LONEOS                   |
| 287827 -           | 2003 SC198               | 21 settembre 2003 | LONEOS                   |
| 287828 -           | 2003 SY198               | 21 settembre 2003 | LONEOS                   |
| 287829 Juancarlos  | 2003 SB201               | 23 settembre 2003 | Sota, A.                 |
| 287830 -           | 2003 SL201               | 26 settembre 2003 | LINEAR                   |
| 287831 -           | 2003 SM201               | 26 settembre 2003 | LINEAR                   |
| 287832 -           | 2003 SD203               | 22 settembre 2003 | LONEOS                   |
| 287833 -           | 2003 SF203               | 22 settembre 2003 | LONEOS                   |
| 287834 -           | 2003 SY203               | 22 settembre 2003 | LONEOS                   |
| 287835 -           | 2003 SP204               | 22 settembre 2003 | LINEAR                   |
| 287836 -           | 2003 SL208               | 23 settembre 2003 | NEAT                     |
| 287837 -           | 2003 SY209               | 25 settembre 2003 | NEAT                     |
| 287838 -           | 2003 SV215               | 24 settembre 2003 | NEAT                     |
| 287839 -           | 2003 SY218               | 28 settembre 2003 | Junk Bond                |
| 287840 -           | 2003 SD219               | 22 settembre 2003 | LONEOS                   |
| 287841 -           | 2003 SL219               | 26 settembre 2003 | LINEAR                   |
| 287842 -           | 2003 SX219               | 29 settembre 2003 | Young, J. W.             |
| 287843 -           | 2003 SO226               | 26 settembre 2003 | Yeung, W. K. Y.          |
| 287844 -           | 2003 SN229               | 27 settembre 2003 | Spacewatch               |
| 287845 -           | 2003 SC231               | 24 settembre 2003 | NEAT                     |
| 287846 -           | 2003 SD231               | 24 settembre 2003 | NEAT                     |
| 287847 -           | 2003 SQ235               | 25 settembre 2003 | NEAT                     |
| 287848 -           | 2003 SQ236               | 26 settembre 2003 | LINEAR                   |
| 287849 -           | 2003 SY237               | 26 settembre 2003 | LINEAR                   |
| 287850 -           | 2003 SR242               | 27 settembre 2003 | Spacewatch               |
| 287851 -           | 2003 ST242               | 27 settembre 2003 | Spacewatch               |
| 287852 -           | 2003 SD244               | 28 settembre 2003 | Spacewatch               |
| 287853 -           | 2003 SX246               | 26 settembre 2003 | LINEAR                   |
| 287854 -           | 2003 SV250               | 26 settembre 2003 | LINEAR                   |
| 287855 -           | 2003 SA252               | 26 settembre 2003 | LINEAR                   |
| 287856 -           | 2003 SQ254               | 27 settembre 2003 | Spacewatch               |
| 287857 -           | 2003 SW255               | 27 settembre 2003 | Spacewatch               |
| 287858 -           | 2003 SW256               | 28 settembre 2003 | Spacewatch               |
| 287859 -           | 2003 SJ260               | 27 settembre 2003 | LINEAR                   |
| 287860 -           | 2003 SA263               | 28 settembre 2003 | LINEAR                   |
| 287861 -           | 2003 SC266               | 29 settembre 2003 | LINEAR                   |
| 287862 -           | 2003 SW274               | 28 settembre 2003 | Spacewatch               |
| 287863 -           | 2003 SM275               | 29 settembre 2003 | LINEAR                   |
| 287864 -           | 2003 SA278               | 30 settembre 2003 | LINEAR                   |
| 287865 -           | 2003 SK284               | 20 settembre 2003 | LINEAR                   |
| 287866 -           | 2003 SK289               | 28 settembre 2003 | LINEAR                   |
| 287867 -           | 2003 SV292               | 26 settembre 2003 | Crni Vrh                 |
| 287868 -           | 2003 SE294               | 28 settembre 2003 | LINEAR                   |
| 287869 -           | 2003 SF295               | 29 settembre 2003 | LONEOS                   |
| 287870 -           | 2003 SG302               | 17 settembre 2003 | NEAT                     |
| 287871 -           | 2003 SN303               | 17 settembre 2003 | NEAT                     |
| 287872 -           | 2003 SE305               | 17 settembre 2003 | NEAT                     |
| 287873 -           | 2003 ST305               | 30 settembre 2003 | LINEAR                   |
| 287874 -           | 2003 SZ305               | 30 settembre 2003 | LINEAR                   |
| 287875 Pavlokorsun | 2003 SV313               | 29 settembre 2003 | Andrushivka              |
| 287876 -           | 2003 SC315               | 19 settembre 2003 | NEAT                     |
| 287877 -           | 2003 SJ318               | 16 settembre 2003 | Spacewatch               |
| 287878 -           | 2003 SL318               | 17 settembre 2003 | Spacewatch               |
| 287879 -           | 2003 SU319               | 28 settembre 2003 | LINEAR                   |
| 287880 -           | 2003 SC324               | 16 settembre 2003 | Spacewatch               |
| 287881 -           | 2003 SZ324               | 17 settembre 2003 | Spacewatch               |
| 287882 -           | 2003 ST325               | 18 settembre 2003 | Spacewatch               |
| 287883 -           | 2003 SX326               | 18 settembre 2003 | Spacewatch               |
| 287884 -           | 2003 SC329               | 21 settembre 2003 | Spacewatch               |
| 287885 -           | 2003 ST329               | 22 settembre 2003 | NEAT                     |
| 287886 -           | 2003 SJ330               | 26 settembre 2003 | Sloan Digital Sky Survey |
| 287887 -           | 2003 SQ331               | 27 settembre 2003 | Spacewatch               |
| 287888 -           | 2003 SO333               | 26 settembre 2003 | Sloan Digital Sky Survey |
| 287889 -           | 2003 SG334               | 22 settembre 2003 | Spacewatch               |
| 287890 -           | 2003 SU336               | 27 settembre 2003 | Sloan Digital Sky Survey |
| 287891 -           | 2003 SE338               | 26 settembre 2003 | Sloan Digital Sky Survey |
| 287892 -           | 2003 SP342               | 17 settembre 2003 | Spacewatch               |
| 287893 -           | 2003 SX349               | 18 settembre 2003 | Spacewatch               |
| 287894 -           | 2003 SL351               | 19 settembre 2003 | NEAT                     |
| 287895 -           | 2003 SO375               | 26 settembre 2003 | Sloan Digital Sky Survey |
| 287896 -           | 2003 SK377               | 26 settembre 2003 | Sloan Digital Sky Survey |
| 287897 -           | 2003 ST382               | 26 settembre 2003 | Sloan Digital Sky Survey |
| 287898 -           | 2003 SY388               | 26 settembre 2003 | Sloan Digital Sky Survey |
| 287899 -           | 2003 SL401               | 26 settembre 2003 | Sloan Digital Sky Survey |
| 287900 -           | 2003 SU413               | 28 settembre 2003 | Sloan Digital Sky Survey |

## 287901-288000
| Nome     | Designazione provvisoria | Data di scoperta  | Scopritore                  |
| -------- | ------------------------ | ----------------- | --------------------------- |
| 287901 - | 2003 SO423               | 28 settembre 2003 | NEAT                        |
| 287902 - | 2003 SQ427               | 28 settembre 2003 | Sloan Digital Sky Survey    |
| 287903 - | 2003 SX428               | 19 settembre 2003 | Spacewatch                  |
| 287904 - | 2003 SO430               | 20 settembre 2003 | LONEOS                      |
| 287905 - | 2003 SV430               | 30 settembre 2003 | Spacewatch                  |
| 287906 - | 2003 SQ433               | 30 settembre 2003 | Spacewatch                  |
| 287907 - | 2003 TV5                 | 3 ottobre 2003    | Spacewatch                  |
| 287908 - | 2003 TK11                | 14 ottobre 2003   | LONEOS                      |
| 287909 - | 2003 TR12                | 14 ottobre 2003   | LONEOS                      |
| 287910 - | 2003 TY19                | 3 ottobre 2003    | Spacewatch                  |
| 287911 - | 2003 TZ33                | 1 ottobre 2003    | Spacewatch                  |
| 287912 - | 2003 TG35                | 1 ottobre 2003    | Spacewatch                  |
| 287913 - | 2003 TE37                | 2 ottobre 2003    | Spacewatch                  |
| 287914 - | 2003 TX41                | 2 ottobre 2003    | Spacewatch                  |
| 287915 - | 2003 TH47                | 3 ottobre 2003    | Spacewatch                  |
| 287916 - | 2003 TJ47                | 3 ottobre 2003    | Spacewatch                  |
| 287917 - | 2003 TH48                | 3 ottobre 2003    | Spacewatch                  |
| 287918 - | 2003 TY49                | 3 ottobre 2003    | Spacewatch                  |
| 287919 - | 2003 TP56                | 5 ottobre 2003    | Spacewatch                  |
| 287920 - | 2003 TP58                | 15 ottobre 2003   | NEAT                        |
| 287921 - | 2003 UO1                 | 16 ottobre 2003   | NEAT                        |
| 287922 - | 2003 UH9                 | 18 ottobre 2003   | LINEAR                      |
| 287923 - | 2003 UL10                | 18 ottobre 2003   | NEAT                        |
| 287924 - | 2003 UZ19                | 22 ottobre 2003   | LINEAR                      |
| 287925 - | 2003 UQ22                | 22 ottobre 2003   | Spacewatch                  |
| 287926 - | 2003 UF23                | 22 ottobre 2003   | Uppsala-DLR Asteroid Survey |
| 287927 - | 2003 UT29                | 21 ottobre 2003   | NEAT                        |
| 287928 - | 2003 UR30                | 16 ottobre 2003   | NEAT                        |
| 287929 - | 2003 UA31                | 16 ottobre 2003   | Spacewatch                  |
| 287930 - | 2003 UG36                | 16 ottobre 2003   | NEAT                        |
| 287931 - | 2003 UM39                | 16 ottobre 2003   | Spacewatch                  |
| 287932 - | 2003 UO41                | 17 ottobre 2003   | Spacewatch                  |
| 287933 - | 2003 UB46                | 18 ottobre 2003   | Spacewatch                  |
| 287934 - | 2003 UA50                | 16 ottobre 2003   | NEAT                        |
| 287935 - | 2003 UE53                | 18 ottobre 2003   | NEAT                        |
| 287936 - | 2003 UP56                | 22 ottobre 2003   | Spacewatch                  |
| 287937 - | 2003 UX58                | 16 ottobre 2003   | Spacewatch                  |
| 287938 - | 2003 UR61                | 16 ottobre 2003   | LONEOS                      |
| 287939 - | 2003 UM70                | 18 ottobre 2003   | Spacewatch                  |
| 287940 - | 2003 UT70                | 18 ottobre 2003   | Spacewatch                  |
| 287941 - | 2003 UM72                | 19 ottobre 2003   | Spacewatch                  |
| 287942 - | 2003 UV73                | 27 ottobre 2003   | LINEAR                      |
| 287943 - | 2003 UA74                | 16 ottobre 2003   | NEAT                        |
| 287944 - | 2003 US78                | 18 ottobre 2003   | Spacewatch                  |
| 287945 - | 2003 UJ84                | 18 ottobre 2003   | Spacewatch                  |
| 287946 - | 2003 US86                | 18 ottobre 2003   | NEAT                        |
| 287947 - | 2003 UH91                | 20 ottobre 2003   | LINEAR                      |
| 287948 - | 2003 UN91                | 20 ottobre 2003   | LINEAR                      |
| 287949 - | 2003 UO91                | 20 ottobre 2003   | Spacewatch                  |
| 287950 - | 2003 UG93                | 17 ottobre 2003   | LONEOS                      |
| 287951 - | 2003 UY94                | 18 ottobre 2003   | Spacewatch                  |
| 287952 - | 2003 UK97                | 19 ottobre 2003   | Spacewatch                  |
| 287953 - | 2003 UR98                | 19 ottobre 2003   | LONEOS                      |
| 287954 - | 2003 UJ103               | 20 ottobre 2003   | Spacewatch                  |
| 287955 - | 2003 UM103               | 20 ottobre 2003   | NEAT                        |
| 287956 - | 2003 UP104               | 18 ottobre 2003   | Spacewatch                  |
| 287957 - | 2003 UF105               | 18 ottobre 2003   | NEAT                        |
| 287958 - | 2003 UT109               | 19 ottobre 2003   | NEAT                        |
| 287959 - | 2003 UC111               | 19 ottobre 2003   | NEAT                        |
| 287960 - | 2003 UR113               | 20 ottobre 2003   | LINEAR                      |
| 287961 - | 2003 UO120               | 18 ottobre 2003   | Spacewatch                  |
| 287962 - | 2003 UZ120               | 18 ottobre 2003   | Spacewatch                  |
| 287963 - | 2003 UR122               | 19 ottobre 2003   | NEAT                        |
| 287964 - | 2003 UG123               | 19 ottobre 2003   | Spacewatch                  |
| 287965 - | 2003 UR123               | 19 ottobre 2003   | Spacewatch                  |
| 287966 - | 2003 UQ126               | 20 ottobre 2003   | NEAT                        |
| 287967 - | 2003 UW129               | 18 ottobre 2003   | NEAT                        |
| 287968 - | 2003 UC131               | 19 ottobre 2003   | NEAT                        |
| 287969 - | 2003 UR133               | 20 ottobre 2003   | LINEAR                      |
| 287970 - | 2003 UR135               | 21 ottobre 2003   | NEAT                        |
| 287971 - | 2003 US140               | 16 ottobre 2003   | NEAT                        |
| 287972 - | 2003 UX147               | 18 ottobre 2003   | NEAT                        |
| 287973 - | 2003 UH148               | 19 ottobre 2003   | LONEOS                      |
| 287974 - | 2003 UQ148               | 19 ottobre 2003   | Spacewatch                  |
| 287975 - | 2003 UQ149               | 20 ottobre 2003   | LINEAR                      |
| 287976 - | 2003 UE153               | 21 ottobre 2003   | NEAT                        |
| 287977 - | 2003 UA159               | 20 ottobre 2003   | Spacewatch                  |
| 287978 - | 2003 UF159               | 20 ottobre 2003   | Spacewatch                  |
| 287979 - | 2003 UH160               | 21 ottobre 2003   | Spacewatch                  |
| 287980 - | 2003 US161               | 21 ottobre 2003   | LINEAR                      |
| 287981 - | 2003 UP162               | 21 ottobre 2003   | LINEAR                      |
| 287982 - | 2003 UQ164               | 21 ottobre 2003   | LINEAR                      |
| 287983 - | 2003 UQ165               | 21 ottobre 2003   | Spacewatch                  |
| 287984 - | 2003 UW167               | 22 ottobre 2003   | LINEAR                      |
| 287985 - | 2003 UJ168               | 22 ottobre 2003   | LINEAR                      |
| 287986 - | 2003 UD174               | 21 ottobre 2003   | Spacewatch                  |
| 287987 - | 2003 US175               | 21 ottobre 2003   | NEAT                        |
| 287988 - | 2003 US178               | 21 ottobre 2003   | NEAT                        |
| 287989 - | 2003 UX179               | 21 ottobre 2003   | LINEAR                      |
| 287990 - | 2003 UL180               | 21 ottobre 2003   | LINEAR                      |
| 287991 - | 2003 UP183               | 21 ottobre 2003   | NEAT                        |
| 287992 - | 2003 UT183               | 21 ottobre 2003   | NEAT                        |
| 287993 - | 2003 UC184               | 21 ottobre 2003   | NEAT                        |
| 287994 - | 2003 US184               | 21 ottobre 2003   | NEAT                        |
| 287995 - | 2003 UP187               | 22 ottobre 2003   | LINEAR                      |
| 287996 - | 2003 UC190               | 22 ottobre 2003   | Spacewatch                  |
| 287997 - | 2003 UT190               | 23 ottobre 2003   | LONEOS                      |
| 287998 - | 2003 UX190               | 23 ottobre 2003   | LONEOS                      |
| 287999 - | 2003 UK191               | 23 ottobre 2003   | LONEOS                      |
| 288000 - | 2003 UW191               | 23 ottobre 2003   | LONEOS                      |